# Oxford Dictionary of Byzantium
The Oxford Dictionary of Byzantium (ODB) er en trebinds historisk ordbog udgivet af det engelske forlag Oxford University Press. Den indeholder mere end 5000 opslag om emner relateret til det byzantinske rige. Den blev redigeret af Alexander Kazhdan og udkom første gang i 1991. Kazhdan var professor ved Princeton University og blev Senior Research Associate ved Dumbarton Oaks i Washington, DC før sin død. Han bidrog til mange af artiklerne i ordbogen og underskrev sine artikler A.K.
Ordbogen findes både på tryk og som e-reference-tekstversion fra Oxford Reference Online. Den dækker Byzantiums centrale historiske begivenheder og som vigtige sociale og religiøse begivenheder. Den inkluderer også biografier over fremtrædende politiske og literære personligheder og beskriver religiøse, sociale, kulturelle, juridiske og politiske emner i detaljer. Blandt de kulturelle emner er musik, teologi og kunst. Blandt andre emner er krigsførelse, demografi, uddannelse, landbrug, handel, videnskab, filosofi og lægevidenskab, som sammen giver et omfattende billede af det byzantinske samfunds komplekse politiske og samfundsmæssige strukturer.